# Archaly
Archaly (Аршалы) est un bourg du nord du Kazakhstan, chef-lieu du district d'Archaly. Il avait 6 532 habitants en 2012.

## Géographie
Ce gros village se trouve de chaque côté de la rivière Ichim.

## Histoire
Le village a été fondé par des colons paysans venus de la Russie d'Europe en 1890, sous le nom de Borissovka (d'après le nom de baptême Boris). Il change de nom en 1927  pour s'appeler Vichniovka (de vichnia, cerise). Il est renommé après l'indépendance du Kazakhstan en Archaly en 1997. En 1959, il regroupait 2 159 habitants. Sa population a pris ensuite un essor rapide.
Il a atteint un pic de population en 1979 avec 7 953 habitants et depuis la dislocation de l'URSS sa population est en chute constante, due à l'émigration de sa population d'origine européenne.
Archaly dispose d'une église paroissiale catholique placée sous le vocable de saint Pascal, dépendant de l'archidiocèse d'Astana. Adelio Dell'Oro (actuel évêque de Karaganda) en a été le curé de 1997 à 2007.